# Helensburgh

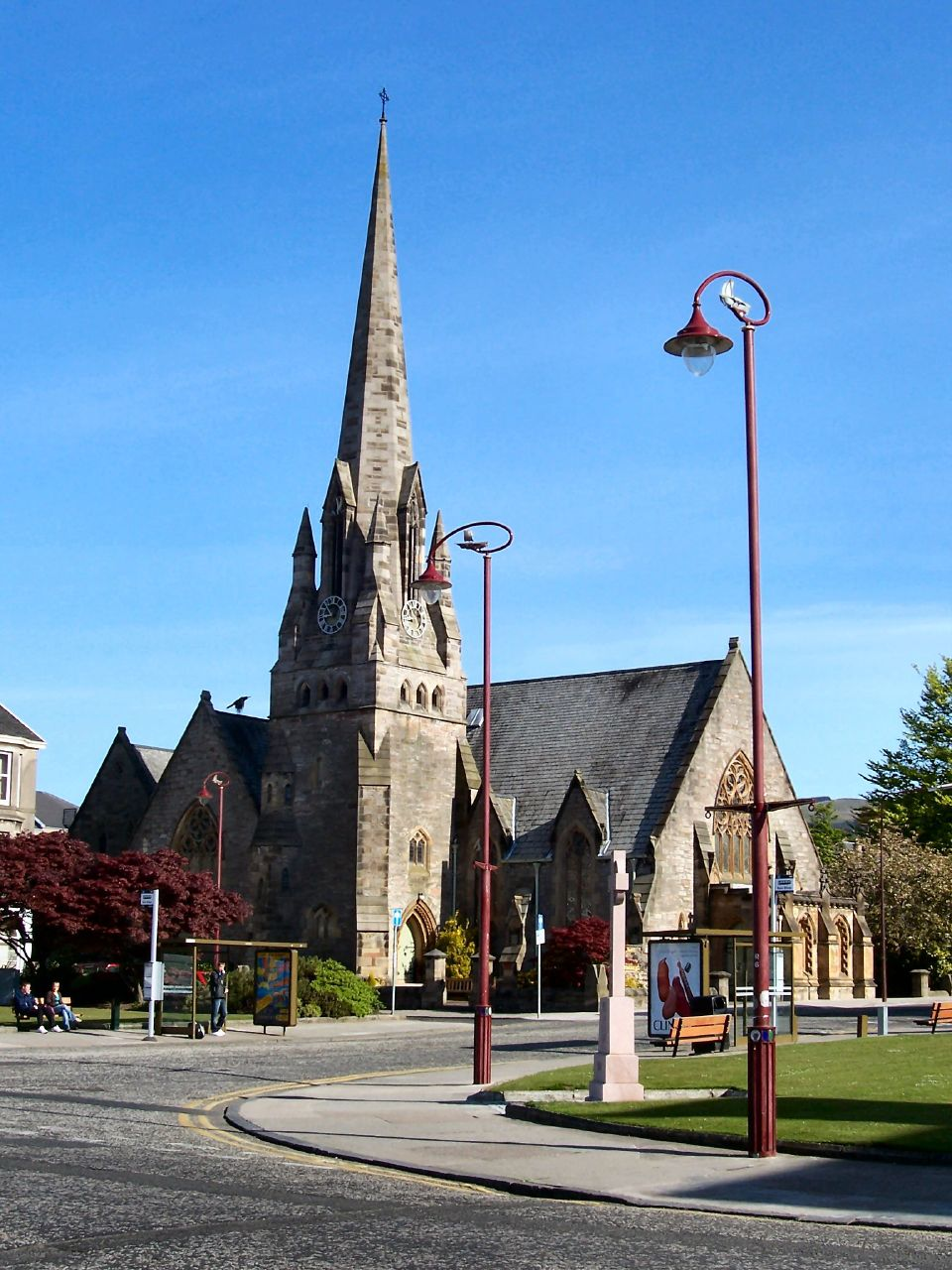
Helensburgh

Helensburgh (galeză: Baile Eilidh) este un oraș în regiunea Argyll and Bute, din Scoția. Orașul este amplasat pe malul de nord al fiordului Firth of Clyde de pe malul vestic al Scoției. Helensburgh a fost întemeiat în 1776 de către Sir Ian Colquohoun of Luss. De-a lungul coastei a luat ființă o stațiune balneară. Sir Ian a denumit orașul după numele soției sale Helen. O legătură cu vaporul peste fiord cu orașul Greenock a oferit locuitorilor noi locuri de muncă. În anul 2001 orașul avea 14.626 locuitori, în prezent orașul este pe mai departe un punct de atracție pentru turiști. La nord de oraș se află o bază militară a marinei britanice.

## Personalități marcante
- John Logie Baird (1888 - 1946), inginer, inventator;
- Deborah Kerr (1921 - 2007), actriță;
- James Peace (n. 1963), compozitor.